# Maria de Naglowska
Maria de Naglowska (russisch Мария Дмитриевна Нагловская Marija Dmitrijewna Naglowskaja, wissenschaftliche Transliteration Marija Dmitrievna Naglovskaja, auch bekannt als La Sophiale de Montparnasse; geboren am 3. Augustjul. / 15. August 1883greg. in Sankt Petersburg, Russland; gestorben am 17. April 1936 in Zürich, Schweiz) war eine russische Okkultistin, Schriftstellerin und Übersetzerin.

## Leben
Marija Dmitrijewna Naglowskaja stammte aus einer Familie der russischen Oberschicht in Sankt Petersburg. Ihr Vater Dmitrij Naglowski, war Generalleutnant und Provinzgouverneur von Kasan, ihre Mutter Jekaterina Komarowa stammte aus der russischen Aristokratie. Ihr Bruder war der spätere Revolutionär Alexander Dmitrijewitsch Naglowskij. Als Marija 7 Jahre als war, starb ihr Vater, angeblich von einem Nihilisten bei einer Schachpartie vergiftet. Mit 12 starb ihre Mutter und Marija war Vollwaise und kam in die Obhut ihrer Tante Elena Meženinova. Sie erhielt eine ausgezeichnete Erziehung am Smolny-Institut für adlige Mädchen und besuchte das Gymnasium in Sankt Petersburg. Außerdem studierte sie am Moskauer Institut des Ordens der Heiligen Katharina Pädagogik. Der Legende nach soll sie schon in jungen Jahren durch mediumistisches Talent aufgefallen sein, Rasputin kennengelernt haben (später sollte sie eine Biographie Rasputins übersetzen) und Kontakt mit der für ihre absonderlichen Riten verrufenen Sekte der Chlysten gehabt haben. Letzteres könnte eine besondere Bedeutung für die späteren Lehren Naglowska gespielt haben wegen der besonderen Rolle, welche der Heilige Geist und die „Gottesmütter“, die als Verkörperungen Marias galten, bei dieser Sekte spielten.
Naglowska verliebte sich bei einem Konzert in den Violinisten Moïse Hopenko (1880–1949) und wollte ihn heiraten, was zu einem Bruch mit ihrer Familie führte, da Hopenko Jude und bürgerlich war. Das Paar verließ Russland, lebte zunächst in Berlin und dann in Genf, wo sie heirateten und Naglowska drei Kinder bekam, Alexandre, Marie und André.
Naglowska gründete eine florierende Privatschule, wo russische Studenten an der Universität Genf Französischunterricht erhielten. Die Einkünfte erlaubten es auch ihrem Mann, am Genfer Konservatorium zu studieren.  Hopenko war ein glühender Zionist und wollte nach Palästina auswandern, wohin Naglowska ihm nicht folgen wollte. Als sie mit dem dritten Kind schwanger war, verließ Hopenko die Familie und ging nach Jaffa, wo er später Leiter des Ron-Shulamit-Konservatoriums wurde.
Naglowska überlebte, indem sie Unterricht gab, zwei Bücher über die französische Sprache verfasste, übersetzte und dabei auch Gedichte schrieb. Darüber hinaus besuchte sie Vorlesungen an der Universität Genf und erwarb möglicherweise eine Art Abschluss dort. Ihre Arbeit als Journalistin und ihre radikalen Ansichten brachten sie jedoch in Schwierigkeiten. Ihre Beteiligung an einem Friedenskongress im Salle de l'Athénée und ein Bericht darüber, den sie verfasste, führten dazu, dass man sie als Spionin und politische Aktivistin verdächtigte und zeitweilig inhaftierte.
Nach der Entlassung hielt sie sich in Bern und Basel auf, wurde aber schließlich aus der Schweiz ausgewiesen und ließ sich um 1920 in Rom nieder, wo sie bis 1926 als Journalistin für die Zeitung L’Italia arbeitete und Julius Evola kennenlernte. Von 1927 bis 1928 hielt sie sich in Alexandria in Ägypten auf, wo sich die Familie wieder zusammenfand (ihre beiden Söhne hatten zuvor beim Vater in Tel-Aviv gelebt), und wo sie bei den Zeitschriften La Réforme und La Bourse Egyptienne mitarbeitete und Mitglied der Theosophischen Gesellschaft wurde. Ab 1929 lebte sie in Paris.
Da sie dort keine Arbeitserlaubnis erhielt, wohnte sie in prekären Umständen in einem kleinen Hotelzimmer in Montparnasse. Sie wurde dort schnell bekannt, fand in den Kreisen der dortigen Esoteriker Freunde und Anhänger wie den hermetischen Dichter Claude d’Ygé (oder Igée, Pseudonyme von Claude Lablatinière) und den okkulten Philosophen Jean Carteret. Sie sammelt so etwas wie einen Schülerkreis um sich, hielt Cercle in Cafés wie La Rotonde, Le Dôme und La Coupole, damals bekannt als „Okkultistencafé“, empfing Gäste im American Hotel, 15 rue Bréa, und hielt jeden Mittwoch Vorträge im Studio Raspail, 36 rue Vavin. Ab 1930 gab sie die esoterische Zeitschrift La Flèche heraus und 1932 gründete sie die Confrérie de la Flèche d’Or („Bruderschaft vom goldenen Pfeil“), pflegte aber auch Verbindungen zur Fraternité des Polaires, einer theosophischen Gruppe.
1936 verließ Naglowska überstürzt Paris, möglicherweise in Zusammenhang mit einem ernsthaften Vorfall während eines der Hänge-Rituale der Confrérie de la Flèche d’Or, und ging nach Zürich, wo sie bis zu ihrem Tod am 17. April des gleichen Jahres zusammen mit ihrer Tochter lebte.

## Lehre und Rituale
Naglowska war eine bekennende Satanistin, wodurch sie einige Zeitgenossen skandalisierte, darunter Julius Evola. Allerdings vertrat Naglowska eine sehr spezielle Auffassung von der Rolle Satans. Demnach ist Satan ein notwendiger Teil des Weltganzen. Die Schöpfung entsteht in einem dialektischen Prozess zwischen Gott, der für das Leben steht, und Satan, der für die Vernunft steht. Darüber hinaus gibt es ein weibliches Prinzip, das die beiden dialektischen Gegensätze zur Dreifaltigkeit ergänzt – troisième terme de trinite („dritter Ausdruck der Dreifaltigkeit“) bei Naglowska – und dessen Aufgabe es ist, den Prozess an einem kritischen Punkt zur Vollendung bzw. der nächsten Stufe zu führen (der Prozess ist zyklisch gedacht). Das weibliche Prinzip wird dabei durch eine Hohepriesterin verkörpert.
Die Rolle der Priesterin wurde bei den Ritualen Confrérie de la Flèche d’Or von Naglowska übernommen. Die Rituale fanden nach den Vorträgen in einem gesonderten Raum im Studio Raspail statt. Es scheint mindestens zwei Rituale gegeben zu haben, nämlich die messe d'or („goldene Messe“), eine Art Taufritual, und das mystere de la pendaison („Mysterium des Hängens“), das ausschließlich weit fortgeschrittenen Mitgliedern des Ordens vorbehalten war und bei welcher der Aspirant tatsächlich gehängt wurde, also eine Initiationsritual mit integrierter Nahtoderfahrung durch Asphyxiation.
Über den Ablauf einer solchen „goldenen Messe“ in ihrer vorläufigen Form berichtet Pierre Geyraud in Les petites églises de Paris (1937), bei der zwei Postulanten für den Orden geweiht werden. Demnach saß Naglowska mit einer goldenen Robe und einem Diadem angetan in einem Sessel neben dem Altar, erhob sich dann und reichte jedem der Postulanten einen silbernen Weinkelch. Dann verkündete sie, dass sie nun das weibliche Prinzip verkörpere, das sich mit dem männlichen Prinzip der Postulanten vermischen werde, legte ihre Robe ab und sich auf den Altar. Daraufhin positionierten die Postulanten nacheinander ihren Kelch über dem „heiligen Dreieck“ der Priesterin, taten ihre Ordensschwüre und tranken den durch Nahkontakt mit dem weiblichen Prinzip magisch aufgeladenen Wein. Danach kam die Priesterin aus ihrer Trance, in die sie während des Rituals versunken war, wurde wieder bekleidet und verkündete den Erfolg der magischen Operation. Anschließend habe die Gruppe der Anhänger und Adepten sich in das Café La Coupole begeben.

## Rezeption
Nach ihrem Tod geriet Naglowska weitgehend in Vergessenheit. Ihr Name blieb bekannt als jener der Übersetzerin von Paschal Beverly Randolphs Magia Sexualis, weshalb sie für eine Schülerin von Randolph gehalten wurde. Radolph gilt als Begründer der sexualmagischen Tradition in der westlichen Esoterik und die Magia Sexualis als sein posthumes Hauptwerk. Ihr zufolge soll sie 1931 ein handgeschriebene Manuskript von einer ungenannten Person erhalten haben, sie übersetzte es und fand (durch eine magische Operation) einen Verleger. Die Auflage von 1000 Exemplaren war bald vergriffen und wurde erst 1952 erstmals nachgedruckt. Eine deutsche Übersetzung erschien 1992. Alle Ausgaben des Werkes gehen auf Naglowskas Übersetzung zurück, da der englische Originaltext verschollen ist. Man geht jedoch davon aus, dass es sich nicht nur um eine Übersetzung, sondern um eine Überarbeitung handelt, zu der Naglowska auch etwa ein Drittel eigenes Material beitrug.
Eine weitere Rezeption gab es erst gegen Ende des 20. Jahrhunderts. Im Huter-Verlag erschienen einige Werke in deutscher Übersetzung. Der amerikanische Okkultist Robert North, Oberpriester von New Flesh Pallasium und Übersetzer von Randolph, berief sich auf Naglowska und veröffentlichte 2010 zwei Bücher über Naglowska. Ab 2011 erschienen dann die Werke Naglowskas in der englischen Übersetzung von Donald Traxler bei Inner Traditions.

## Bibliographie
- Nouvelle Grammaire de la langue française. A. Eggimann & Cie., Genf 1912.
- Nouvelle méthode de la langue française, destinée aux classes intermédiaires. A. Eggimann & Cie., Genf 1912.
- La paix et son principal obstacle : Texte complet de la conférence du 20 septembre [1918] … à Genève. Suivi des critiques de presse et d'une photographie de la lettre de M. Antoine Délécraz. Genf 1918.
- Malgré les tempêtes : Chants d'amour. P. Maglione & C. Strini, Rom 1921.
- La Lumiere du sexe. Editions de la Flèche, Paris 1932. Neuausgabe als: Rituels d'initiation satanique : selon la doctrine du troisième terme de la Trinité. L'Index, Paris 1975, ISBN 2-85928-002-2. Weitere Ausgabe als: La lumière du sexe : rituel d'initiation satanique selon la doctrine du troisième terme de la Trinité. Ordo Templi Orientis, Paris 1993, ISBN 2-909781-03-8.
  - Deutsch: Das Licht des Geschlechts : Ritual satanistischer Einweihung gemäß der Lehre des dritten Ausdrucks der Dreifaltigkeit ; geschmückt mit acht symbolischen Zeichnungen: Illustrationen von Lucien Helbé. Übersetzt von Abukir. Huter-Verlag, Benediktbeuern 1991.
  - Englisch: The Light of Sex : Initiation, Magic, and Sacrament. Übersetzt und herausgegeben von Donald Traxler und Hans Thomas Hakl. Inner Traditions, 2011, ISBN 978-1-59477-415-7.
- Le Rite sacre de l'amour magique: Aveu 26.1. Erzählung. Erstdruck in Fortsetzungen in der Zeitschrift La Flèche unter dem Pseudonym Xenia Norval, 15. Oktober bis 15. Dezember 1931. Nachdruck als Supplement von La Flèche, Paris 1932 (PDF).
  - Englisch: The Sacred Rite of Magical Love : A Ceremony of Word and Flesh. Übersetzt und herausgegeben von Donald Traxler. Inner Traditions, 2012, ISBN 978-1-59477-417-1.
- Le Mystere de la pendaison. Editions de la Flèche, Paris 1934 (PDF).
  - Deutsch: Das Mysterium des Hängens : Satanische Einweihung nach der Lehre des dritten Ausdrucks der Dreifaltigkeit ; geschmückt mit acht symbolischen Zeichnungen. Übersetzt von Abukir. Huter-Verlag, Benediktbeuern 1992.
  - Englisch: Advanced Sex Magic: The Hanging Mystery Initiation. Übersetzt und herausgegeben von Donald Traxler. Inner Traditions, 2011, ISBN 978-1-59477-416-4.

Übersetzungen
- Frank Grandjean: Une revolution dans la philosophie : La doctrine de M. Henri Bergson. Moskau 1912 (Übersetzung ins Russische).
- Julius Evola: La Parole obscure du paysage intérieur : Poème à 4 voix. Rom 1921.
- Aron Samuilovič Simanovič: Raspoutine : par son secrétaire Aron Simanovitch. Übersetzt von S. de Leo und Maria de Naglowska. Gallimard, Paris 1930.
- Paschal Beverly Randolph: Magia sexualis : sublimation de l'énergie sexuelle, force dynamique de la nature ; avec une étude sur les miroirs magnétiques. Télin, Paris 1931, Digitalisat. Neuausgabe: Éd. Dangles, St-Jean-de-Braye 1991, ISBN 2-7033-0363-7.

als Herausgeberin
- La Flèche : Organe d'action magique (Zeitschrift). Paris 15. Oktober 1930 – 15. Dezember 1933 (18 Ausgaben).
  - Englisch: Initiatic Eroticism and Other Occult Writings From La Flèche. Übersetzt und herausgegeben von Donald Traxler. Inner Traditions, 2013, ISBN 978-1-59477-479-9.